# Leslie King (cyclisme)
Pour les articles homonymes, voir King et Leslie King.
Leslie King, né le 6 mars 1950 à San Fernando et décédé le 28 octobre 2009 à Mount Hope, est un coureur cycliste sur piste trinidadien. Spécialisé dans les épreuves de vitesse, il représente son pays lors de deux Jeux olympiques.

## Repères biographiques
Leslie King devient célèbre sur son île lorsqu'à l'âge de seize ans, il bat lors d'un meeting la vedette locale Roger Gibbon. Pour Leslie cet évènement est un moment essentiel de sa carrière alors que Gibbon minimise la portée de cette défaite (y voyant une simple erreur de stratégie).
Leslie King naît le 6 mars 1950 à Gooding Village (aujourd'hui intégré dans San Fernando), au sud de l'île de Trinité, à Trinité-et-Tobago. Il est issu d'une famille sportive puisque son père Everald King, pratiquait l'athlètisme et sa mère le netball. À l'âge de quatorze ans, avec sa famille, il rejoint la capitale Port-d'Espagne. Il pratique différentes activités sportives avec une préférence pour le cyclisme. Souvent, il fait l'aller-retour Port-d'Espagne - San Fernando, ce qui constitue les bases de son entraînement. En 1966, il participe aux Jeux du Commonwealth à Kingston, en Jamaïque. Malgré l'absence de médailles, il se fait remarquer pour ses qualités. L'année suivante, King fait partie de la sélection nationale envoyée aux mondiaux d'Amsterdam. Bien qu'il ne réussisse pas à passer de nombreux tours dans le tournoi de vitesse, il acquiert une expérience internationale non négligeable. Utile lorsqu'il est convoqué pour disputer les Jeux de Mexico. Au Mexique, King passe les deux premiers tours et échoue en huitièmes de finale face à Daniel Morelon, futur champion olympique. En 1969, il termine onzième de l'épreuve du kilomètre des mondiaux. En 1970, tant aux Jeux d'Amérique centrale et des Caraïbes qu'au Jeux du Commonwealth, il termine deuxième du kilomètre, mais s'adjuge la médaille d'or en vitesse individuelle au Panama. Même résultats aux Jeux panaméricains un an plus tard, l'or en vitesse et l'argent au kilomètre, ce qui l'amène à représenter son pays à Munich, pour de deuxièmes Jeux olympiques. Ses résultats sont maigres face aux meilleurs du monde. King abandonne le cyclisme de compétition peu après. Leslie King entraînera un peu mais jamais à un haut niveau. Il devient agent d'assurance et de temps en temps, revient dans le sport comme commissaire de course. À la fin de sa vie, il occupe un poste à la fédération national de cyclisme. En octobre 2009, il part au Venezuela avec l'équipe nationale junior, qu'il encadre. King y tombe malade et décède le 28 du mois, à son retour. 
Les "Repères biographiques" sont tirés exclusivement de la biographie faite par la First Citizens Sports Foundation.

## Palmarès

### Jeux olympiques
Deux participations.
- Mexico 1968
  - Éliminé au repêchage des huitièmes de finale de la vitesse individuelle[1].
- Munich 1972
  - Éliminé au repêchage des huitièmes de finale de la vitesse individuelle[2].
  - 19e du kilomètre[3].

### Championnats du monde
Quatre participations.
- Amsterdam 1967
- Brno 1969
- Leicester 1970
- Varèse 1971

### Jeux du Commonwealth
- Kingston 1966
  - Neuvième de la vitesse individuelle[4].
  - Neuvième du kilomètre[4].
  - Participation à la course scratch[4].

- Édimbourg 1970
  -  Médaillé d'argent du kilomètre[4].
  -  Médaillé de bronze de la vitesse individuelle[4].

### Jeux panaméricains
- Cali 1971
  -  Médaillé d'or de la vitesse individuelle.
  -  Médaillé d'argent du kilomètre.

### Jeux d'Amérique centrale et des Caraïbes
- Panama 1970
  -  Médaillé d'or de la vitesse individuelle[5].
  -  Médaillé d'argent du kilomètre[6].